# Anders Chydenius

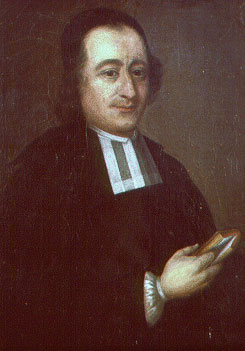
Anders Chydenius

Anders Chydenius (26 de Fevereiro 1729 - 1 de fevereiro 1803) foi um pastor sueco-finlandês, pertencente a Igreja da Suécia e um membro eclesiástico do Riksdag. Foi um teórico do liberalismo clássico nos países nórdicos e um dos precursores da economia como ciência.
Um dos pioneiros - também para os padrões internacionais - e defensores do liberalismo econômico, a liberdade de religião, liberdade de expressão e de migração (escreveu um panfleto sobre a mão invisível de uma década antes da publicação de A Riqueza das Nações), Chydenius foi um dos primeiros filósofos do liberalismo.

## Início da vida
Anders Chydenius nasceu em 1729 em Sotkamo, Ostrobothnia (agora parte da região de Kainuu, no nordeste da Finlândia), onde seu pai Jacob era o pároco. A família mudou-se para Kuusamo, em 1734, onde seu pai tornou-se reitor. A infância de Anders foi na área estéril do norte da Finlândia. Ele e seu irmão Samuel receberam educação privada de seu pai e, em seguida, eles foram para Uleåborg (finlandês: Oulu), uma escola fundamental (Uleåborg trivialskola). Depois da Guerra Russo-Sueca (1741-1743), os irmãos Chydenius tomaram aulas particulares em Torneå (finlandês: Tornio) e estudou com Pehr Kalm na Academia Real de Turku em 1745. Mais tarde estudou na Universidade de Upsália. Anders estudou matemática, ciências naturais, latim e filosofia. Em 1746 sua família mudou-se para Gamlakarleby (finlandês: Kokkola).

## Faculdade
Em 1753, após a graduação, Anders foi nomeado pastor da paróquia de Nedervetil (hoje, parte da Kronoby) em Ostrobothnia. Ele se casou em 1755 com Beata Magdalena Mellberg, filha de um comerciante de Jakobstad. O casal não tinha filhos. Enquanto em Nedervetil ele era ativo em vários projetos, tais como a limpeza dos pântanos, experimentando cruzamento de animais e plantas, e adotar novos métodos de cultivo de batatas e tabaco. Seu objetivo era melhorar as condições de vida dos camponeses, realizando tratamento de várias doenças.

## O Riksdag  dos Estados (1765-1766)
Alguns de seus primeiros escritos eram sobre questões práticas, como sobre o musgo cobrindo os prados e melhorias no projeto de carruagens. Então, ele mudou-se para questões sociais e tornou-se conhecido como escritor e palestrante. Ele foi enviado para o Riksdag em 1765 para obter os direitos de comércio livre para as cidades de Bótnia. As cidades de Gamlakarleby, Vasa (finlandês: Vaasa), Björneborg (finlandês: Pori) e Uleåborg receberam direitos de navegação que ajudaram com o seu desenvolvimento posterior, bem como ajudar a todos Ostrobothnia. Naquela época, o alcatrão, que deveria ter trazido prosperidade à sua cidade e da costa tiveram de ser vendida ao exterior através de Estocolmo, que fez a maior parte dos lucros. Em grande parte devido aos esforços Chydenius o monopólio de Estocolmo foi quebrado e de 1765, assim as cidades ganharam a liberdade para vender e enviar piche diretamente aos clientes estrangeiros.
Chydenius participou ativamente do Riksdag, e publicou vários artigos de crítica que causou uma grande agitação. Um dos resultados de suas atividades no Riksdag foi um rigoroso controle parlamentar do orçamento do governo. Ele considerou que uma de suas maiores conquistas foi uma extensão da liberdade de imprensa. Suas atividades radicais levou a ser excluído da dieta por seu próprio partido político em 1766.

## Kokkola
Em 1770 foi nomeado reitor da Gamlakarleby onde ele se concentrou em trabalho paroquial. Ele manteve a sua própria orquestra, e ensaiou com eles. Deram concertos em sala de recepção da reitoria. Seu pai vivia no presbitério em Gamlakarleby 1746-1766, e viveu lá Anders 1770-1803. Entre 1778 e 1779 Anders Chydenius mais uma vez participou da Dieta, em que a posição das mãos contratados foi criado. Ele defendeu os direitos da classe servo. Por sugestão do rei Gustavo III, ele apresentou um projeto pelo qual os estrangeiros também foram concedidos direitos limitados para praticar sua própria religião. Ele participou da dieta de novo em 1793 e era ativo como um escritor que abrange o desenvolvimento da agricultura, a queima de salitre, a varíola, ea liquidação da Lapónia. Uma de suas principais tarefas durante seus últimos anos foi a supervisão da construção de uma extensão da antiga igreja paroquial. Ele morreu em 1803. Encontra-se sepultado em Kokkola,Finlândia. [4]

## Ideias

### O livre comércio
Em 1765 Chydenius publicou um panfleto chamado de ganho Nacional, no qual ele propõe idéias de livre comércio e da indústria, explora a relação entre economia e sociedade, e estabelece os princípios para o liberalismo, capitalismo e da democracia moderna. [5] No livro Chydenius publicado teorias de perto correspondentes a mão invisível de Adam Smith, onze anos antes de Smith publicou seu livro, A Riqueza das Nações.Chydenius também colocar suas teorias em prática, propondo para o Riksdag dos Estates uma liberalização do comércio drástica das cidades ao longo do Golfo de Bótnia. No entanto, a maioria de suas outras proposições não foram realizadas, como transformar Lapónia a um estado de vigia noturno para fazer a província pobre prosperar economicamente:"-. Habitantes do Estado, sem a propriedade privada e a liberdade individual poderia escolher qualquer profissão, a liberdade de comércio seria completa, não haveria privilégios, regulamento ou impostos burocracia seria inexistente, e o policial só seria um juiz que iria supervisionar. que os direitos de ninguém, iria ser suprimida ".

### Liberdade de informação
Chydenius se tornou um grande defensor da liberdade de imprensa. Em um relatório publicado em 1776, ele escreveu: [7]"Nenhuma prova deve ser necessário que uma certa liberdade de escrita e impressão é um dos mais fortes baluartes de uma organização livre do estado, pois sem ele, as propriedades não teria informações suficientes para a elaboração de boas leis, justiça e aqueles de dispensação . não ser monitorado, nem que os sujeitos conhecem as exigências da lei, os limites dos direitos de governo e suas responsabilidades próprias de educação e boa conduta seria esmagado; grosseria no pensamento, fala e modos iria prevalecer, e penumbra seria escurecer todo o céu da nossa liberdade em poucos anos.

### Igualdade Natural
Chydenius foi muito franco sobre os direitos universais e a abolição de privilégios. Ele queria dar aos pobres a mesma liberdade para todo mundo e defendeu a bem dos pobres, que era então bastante excepcional entre os políticos. Ele promoveu a democracia e defendeu a liberdade de religião, liberdade de expressão, liberdade de comércio e indústria, e os direitos dos trabalhadores. Ele pediu uma fiscalização da forma como os fundos do Estado foram gastos. Em linguagem moderna, diríamos que ele defendeu a abertura ea boa governação.Num ensaio de 1778, Reflexões sobre os direitos naturais de Servos e camponeses, ele escreveu: [4]"Formas Natureza-los exatamente como nós. Sua postura no berço é a mesma que a nossa, as almas têm a mesma razão que os outros povos", pelo que é fácil de ver que o Senhor da criação também tinha a intenção que eles tenham igualdade de direitos com outras pessoas.